# 食虫植物 (1942年书籍)
《食虫植物》（The Carnivorous Plants）是美国植物学家弗朗西斯·欧内斯特·劳埃德所著的关于食虫植物的著作。其作为《植物科学著作新系列》的一部分首次出版于1942年，并于1976年再版。该书在介绍食虫植物的同时，也简要介绍了食虫真菌。其详细描述了狸藻捕虫器的结构和功能。该书是自1875年查尔斯·达尔文的食虫植物专著——《食虫植物》以来关于食虫植物最重要的著作之一。

## 主要内容
哥伦比亚大学的爱德温·M·马茨克（Edwin B. Matzke）的同行评议时这样写道：
|  | 劳埃德教授写了一本学术、完整、权威的著作，在图书馆的书架上其将会被放置于查尔斯·达尔文1873年（原文如此）出版的《食虫植物》旁边。作者叙述清晰，具有说服力且适时幽默。有时，提及狸藻的捕虫器时，其叙述似乎较为复杂，难以理解，但这即是主题。 |

B·E·朱尼珀（B. E. Juniper）、R·J·罗宾斯（R. J. Robins）和D·M·乔尔（D. M. Joel）在1989年出版了一本同名书籍，并写道：
|  | 劳埃德的著作非常有想法、详细且几乎面面俱到；他将其机智、智慧和完美的文笔与一颗永不满足的好奇心及浩瀚的知识结合起来形成了这本书。 |

彼得·达马托在2010年6月的《食虫植物通讯》中对该书的重要性与局限性写道：
|  | 近四十年间，《食虫植物》仍是在这一领域唯一更受欢迎的学术著作，其依旧生动，引人入胜，写得非常之好。其出版于第二次世界大战开始之际，由于成本的限制，该书底部的照片不幸都是小张黑白照片。劳埃德自己画的线条画清楚展示了细胞结构及其他学术细节，所以这是一本学术著作，而非园艺书籍。每章都给出了关于该属的简要介绍，接着就回顾过去几十年间学者发表的各种学术文章，其中许多是由劳埃德自己及其他知名植物学家所著。由此，他得出的结论往往引发了许多疑问。 |

## 扩展阅读
- 互联网档案馆内的数字版本